# Nothodelphax distinctus
Nothodelphax distinctus är en insektsart som först beskrevs av Flor 1861.  Nothodelphax distinctus ingår i släktet Nothodelphax, och familjen sporrstritar. Arten är reproducerande i Sverige.